# Wikipédia en serbo-croate
Wikipédia en serbo-croate (en serbo-croate : Wikipedija na srpskohrvatskom jeziku) ou Wikipédia en croato-serbe (Wikipedija na hrvatskosrpskom jeziku) est l’édition de Wikipédia en serbo-croate, langue slave méridionale parlée en Serbie, au Monténégro, en Bosnie-Herzégovine et en Croatie. L'édition est lancée officiellement le 16 janvier 2002 mais dans les faits en juin 2004. Son code est : sh.
Au 22 mars 2025, l'édition en serbo-croate contient 460 523 articles et compte 239 304 contributeurs, dont 494 contributeurs actifs et 8 administrateurs.
La langue serbo-croate est commune à plusieurs pays. Wikipédia en serbo-croate coexiste avec des versions nationales de Wikipédia dans les différentes variétés de la langue serbo-croate : Wikipédia en serbe (704 240 articles), Wikipédia en croate (225 579 articles) et Wikipédia en bosnien (94 606 articles). 

## Historique et présentation

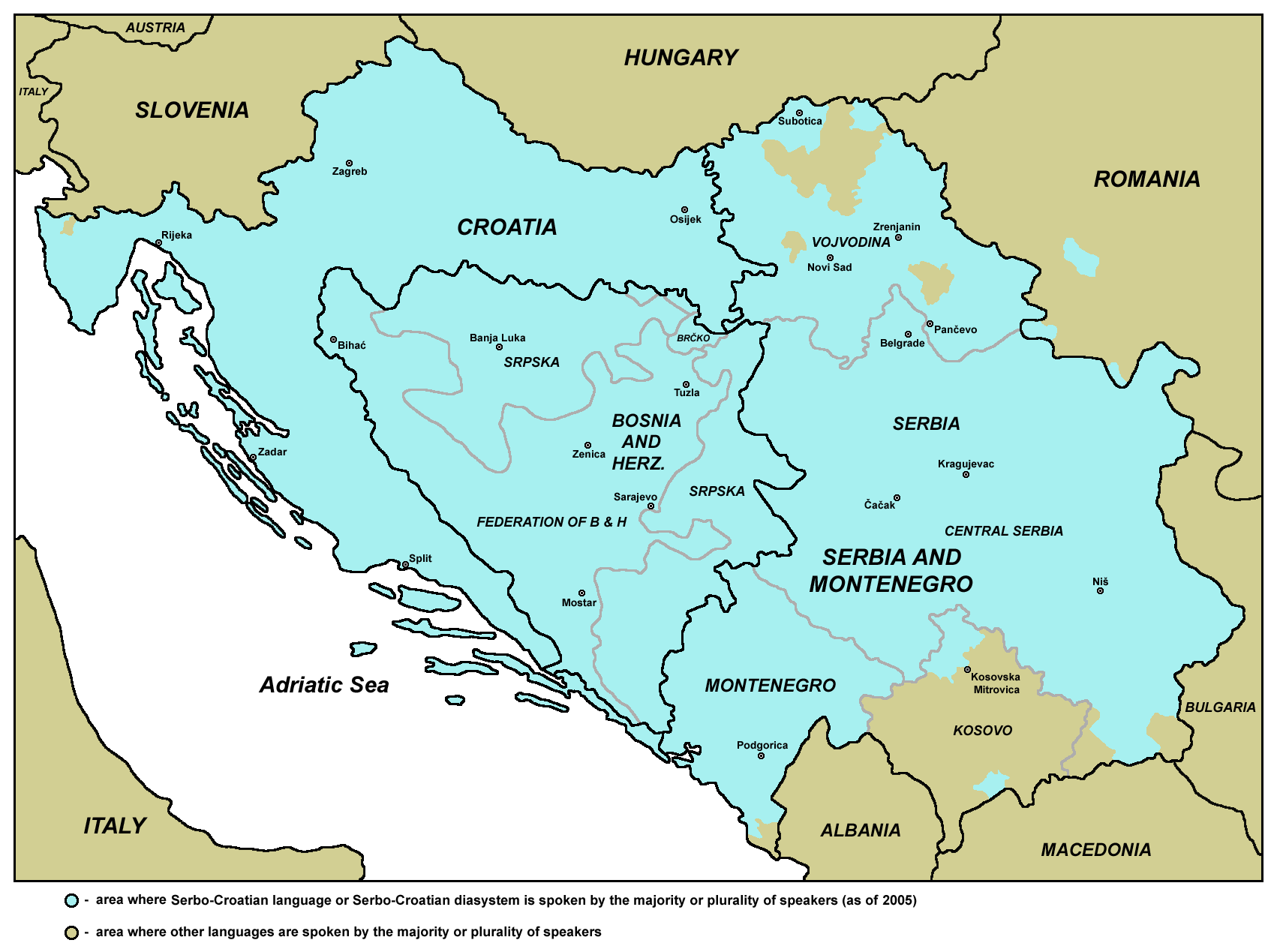
Aire de diffusion du serbo-croate.

La Wikipédia serbo-croate a été créée en 2002. Le 16 février 2003, des versions séparées de Wikipédia en croate et en serbe sont créées. En juin 2021, il n'existe pas de Wikipédia en monténégrin (la langue serbo-croate étant également celle du Monténégro) ; les propositions pour une Wikipédia monténégrine ont été rejetées quatre fois par le comité linguistique de Wikipédia.
La Wikipédia en serbo-croate a été verrouillée en février 2005 en raison de son inactivité, mais a été rouverte en mai 2005. Certains éditeurs s'étaient opposés à son existence, considérant que les guerres dans les Balkans des années 1990 avaient laissé des traces, et rendu la collaboration entre les Serbes, Croates et Bosniaques difficile à envisager. Cependant, les arguments pour la restaurer ont été entendus, arguments selon lesquels la réouverture de la version en serbo-croate de Wikipédia permettrait la construction d'une encyclopédie non nationaliste, exempte des biais qui affectent certaines des versions nationales concurrentes. Les partisans de la restauration ont rappelé également le fait que malgré les conflits, la langue serbo-croate demeure une langue partagée. Selon Richard Rogers, auteur de Wikipedia as Cultural Reference (2015), la Wikipédia en serbo-croate est considérée comme neutre et unificatrice, plus susceptible que les versions nationales (serbe, croate, bosniaque) de trouver un équilibre entre les différents points de vue et « d'adoucir le caractère tranchant du point de vue bosniaque aussi bien que du point de vue serbe ». Après de nombreuses discussions au fil des ans, l'article consacré au massacre de Srebrenica a pris ce titre-là dans Wikipédia en serbo-croate, tandis que les Wikipédia bosniaques et croates l'ont nommé « Génocide de Srebrenica », et le Wikipédia en néerlandais « Chute de Srebrenica ».
La Wikipédia en croate a été au contraire au centre d'une vive controverse en raison de la promotion de point de vue nationalistes et d'extrême-droite qui y ont été observés. La Wikimedia Foundation a pris des mesures en 2021 pour sanctionner les responsables de cette situation. Elle a publié un rapport en juin 2021 qui passe en revue les erreurs commises ; parmi ces erreurs figure le choix initial effectué en 2003 de créer deux versions Wikipédia distinctes pour deux pays, la Serbie, et la Croatie, qui ont pourtant en commun la même langue, le serbo-croate. La trop grande homogénéité de la communauté wikipédienne permet d'expliquer en partie la dérive nationaliste.
Les deux systèmes d'écriture, latin et cyrillique sont utilisés, même si l'écriture latine est plus utilisée.

## Statistiques

Au passage des 400000 articles.

- En septembre 2014, l'édition en serbo-croate est la deuxième plus grande Wikipédia en slave du Sud après la Wikipédia en serbe[réf. souhaitée].
- En 2017, elle devient la première version slave du sud, et la quatrième version globale slave avec 0,44 million d'articles (7,6 % de tous les articles dans les Wikipédias slavophones, derrière le russe à 1,4 million, le polonais à 1,24 million et l'ukrainien à 0,74 million), devant le serbe. à 0,37 million (25 % plus petit)[4].
- En mars 2020, elle est la 26e plus grande Wikipédia au monde[5].
- Le 31 octobre 2022, elle contient 457 201 articles et compte 178 524 contributeurs, dont 201 contributeurs actifs et 12 administrateurs.
- Le 18 août 2024, elle contient 459 962 articles et compte 220 206 contributeurs, dont 177 contributeurs actifs et 8 administrateurs.